# Atletism la Jocurile Olimpice de vară din 2020 - 100 m garduri (feminin)
Proba de 100 de metri garduri feminin de la Jocurile Olimpice de vară din 2020 a avut loc în perioada 31 iulie-2 august 2021 pe Stadionul Național al Japoniei.

## Recorduri
Înaintea acestei competiții, recordurile mondiale și olimpice erau următoarele:
| Record  | Atlet                 | Timp  | Loc                    | Data          |
| ------- | --------------------- | ----- | ---------------------- | ------------- |
| Mondial | Kendra Harrison (USA) | 12,20 | Londra, Marea Britanie | 22 iulie 2016 |
| Olimpic | Sally Pearson (AUS)   | 12,35 | Londra, Marea Britanie | 7 august 2012 |

## Program
Orele sunt ora Japoniei (UTC+9) 
| Data                    | Oră   | Etapă      |
| ----------------------- | ----- | ---------- |
| Sâmbătă, 31 iulie 2021  | 09:00 | Calificări |
| Duminică, 1 august 2021 | 19:00 | Semifinale |
| Luni, 2 august 2021     | 11:30 | Finala     |

## Rezultate

### Calificări
S-au calificat în semifinale primii patru atleți din fiecare serie (C) și următorii atleți cu cei mai buni 4 timpi (c). 

#### Seria 1
| Loc | Culoar | Atletă           | Țară                       | Timp  | Note  |
| --- | ------ | ---------------- | -------------------------- | ----- | ----- |
| 1   | 6      | Andrea Vargas    | Costa Rica                 | 12,71 | C, SB |
| 2   | 9      | Nadine Visser    | Olanda                     | 12,72 | C, SB |
| 3   | 8      | Gabbi Cunningham | Statele Unite ale Americii | 12,83 | C     |
| 4   | 5      | Cindy Sember     | Marea Britanie             | 13,00 | C     |
| 5   | 3      | Jiamin Chen      | China                      | 13,09 |       |
| 6   | 4      | Reetta Hurske    | Finlanda                   | 13,10 |       |
| 7   | 2      | Ayako Kimura     | Japonia                    | 13,25 |       |
| 8   | 7      | Ricarda Lobe     | Germania                   | 13,43 |       |

#### Seria 2
| Loc | Culoar | Atletă            | Țară                       | Timp  | Note  |
| --- | ------ | ----------------- | -------------------------- | ----- | ----- |
| 1   | 6      | Kendra Harrison   | Statele Unite ale Americii | 12,74 | C     |
| 2   | 3      | Elizabeth Clay    | Australia                  | 12,87 | C     |
| 3   | 2      | Luminosa Bogliolo | Italia                     | 12,93 | C     |
| 4   | 4      | Elvira Herman     | Belarus                    | 12,95 | C     |
| 5   | 7      | Mulern Jean       | Haiti                      | 12,99 | c, SB |
| 6   | 9      | Ebony Morrison    | Liberia                    | 13,00 | c     |
| 7   | 8      | Sarah Lavin       | Irlanda                    | 13,16 |       |
| 8   | 5      | Laura Valette     | Franța                     | 14,52 |       |

#### Seria 3
| Loc | Culoar | Atletă             | Țară         | Timp  | Note  |
| --- | ------ | ------------------ | ------------ | ----- | ----- |
| 1   | 4      | Tobi Amusan        | Nigeria      | 12,72 | C     |
| 2   | 8      | Yanique Thompson   | Jamaica      | 12,74 | C     |
| 3   | 6      | Pia Skrzyszowska   | Polonia      | 12,75 | C, PB |
| 4   | 9      | Devynne Charlton   | Bahamas      | 12,84 | C     |
| 5   | 7      | Annimari Korte     | Finlanda     | 13,06 |       |
| 6   | 3      | Marthe Koala       | Burkina Faso | 13,11 |       |
| 7   | 2      | Masumi Aoki        | Japonia      | 13,59 |       |
| —   | 5      | Elisavet Pesiridou | Grecia       | —     | NT    |

#### Seria 4
| Loc | Culoar | Atletă              | Țară                       | Timp  | Note |
| --- | ------ | ------------------- | -------------------------- | ----- | ---- |
| 1   | 9      | Britany Anderson    | Jamaica                    | 12,67 | C    |
| 2   | 3      | Christina Clemons   | Statele Unite ale Americii | 12,91 | C    |
| 3   | 4      | Luca Kozak          | Ungaria                    | 12,97 | C    |
| 4   | 7      | Pedrya Seymour      | Bahamas                    | 13,04 | C    |
| 5   | 5      | Elisa Di Lazzaro    | Italia                     | 13,08 |      |
| 6   | 2      | Teresa Errandonea   | Spania                     | 13,15 |      |
| 7   | 8      | Ketiley Batista     | Brazilia                   | 13,40 |      |
| —   | 6      | Cyréna Samba-Mayela | Franța                     | —     | NS   |

#### Seria 5
| Loc | Culoar | Atletă                   | Țară           | Timp  | Note  |
| --- | ------ | ------------------------ | -------------- | ----- | ----- |
| 1   | 2      | Jasmine Camacho-Quinn    | Puerto Rico    | 12,41 | C     |
| 2   | 5      | Megan Tapper             | Jamaica        | 12,53 | C, PB |
| 3   | 8      | Anne Zagre               | Belgia         | 12,83 | C, SB |
| 4   | 6      | Tiffany Porter           | Marea Britanie | 12,85 | C     |
| 5   | 4      | Asuka Terada             | Japonia        | 12,95 | c     |
| 6   | 3      | Klaudia Siciarz          | Polonia        | 12,98 | c     |
| 7   | 9      | Zoë Sedney               | Olanda         | 13,03 |       |
| 8   | 7      | Ditaji Kambundji         | Elveția        | 13,17 |       |
| 9   | 1      | Ana Camila Pirelli Cubas | Paraguay       | 13,98 | SB    |

### Semifinale
S-au calificat în finală primii doi atleți din fiecare semifinală (C) și următorii atleți cu cei mai buni 2 timpi (c). 

#### Semifinala 1
| Loc | Culoar | Atletă            | Țară                       | Timp  | Note |
| --- | ------ | ----------------- | -------------------------- | ----- | ---- |
| 1   | 5      | Tobi Amusan       | Nigeria                    | 12,62 | C    |
| 2   | 8      | Devynne Charlton  | Bahamas                    | 12,66 | C    |
| 3   | 4      | Andrea Vargas     | Costa Rica                 | 12,69 | SB   |
| 4   | 7      | Christina Clemons | Statele Unite ale Americii | 12,76 |      |
| 5   | 2      | Klaudia Siciarz   | Polonia                    | 12.84 | SB   |
| 6   | 3      | Asuka Terada      | Japonia                    | 13,06 |      |
|     | 9      | Luca Kozak        | Ungaria                    |       | NT   |
|     | 6      | Yanique Thompson  | Jamaica                    |       | NT   |

#### Semifinala 2
| Loc | Culoar | Atletă            | Țară                       | Timp  | Note    |
| --- | ------ | ----------------- | -------------------------- | ----- | ------- |
| 1   | 4      | Britany Anderson  | Jamaica                    | 12,40 | C, PB   |
| 2   | 7      | Kendra Harrison   | Statele Unite ale Americii | 12,51 | C       |
| 3   | 6      | Elizabeth Clay    | Australia                  | 12,71 | PB      |
| 4   | 8      | Luminosa Bogliolo | Italia                     | 12,75 | RN      |
| 5   | 9      | Tiffany Porter    | Marea Britanie             | 12,86 |         |
| 6   | 5      | Pia Skrzyszowska  | Polonia                    | 12,89 |         |
| 7   | 2      | Mulern Jean       | Haiti                      | 13,09 | (0,088) |
| 8   | 3      | Pedrya Seymour    | Bahamas                    | 13,09 | (0,090) |

#### Semifinala 3
| Loc | Culoar | Atletă                | Țară                       | Timp  | Note      |
| --- | ------ | --------------------- | -------------------------- | ----- | --------- |
| 1   | 7      | Jasmine Camacho-Quinn | Puerto Rico                | 12,26 | C, RO, RN |
| 2   | 4      | Megan Tapper          | Jamaica                    | 12,62 | C         |
| 3   | 6      | Nadine Visser         | Olanda                     | 12,63 | c, SB     |
| 4   | 8      | Gabbi Cunningham      | Statele Unite ale Americii | 12,67 | c         |
| 5   | 9      | Elvira Herman         | Belarus                    | 12,71 |           |
| 6   | 2      | Ebony Morrison        | Liberia                    | 12,74 | RN        |
| 7   | 3      | Cindy Sember          | Marea Britanie             | 12,76 |           |
| 8   | 5      | Anne Zagre            | Belgia                     | 12,78 | SB        |

### Finala
| Loc | Culoar | Atletă                | Țară                       | Timp  | Note |
| --- | ------ | --------------------- | -------------------------- | ----- | ---- |
| 1   | 5      | Jasmine Camacho-Quinn | Puerto Rico                | 12,37 |      |
| 2   | 4      | Kendra Harrison       | Statele Unite ale Americii | 12,52 |      |
| 3   | 9      | Megan Tapper          | Jamaica                    | 12,55 |      |
| 4   | 6      | Tobi Amusan           | Nigeria                    | 12,60 |      |
| 5   | 3      | Nadine Visser         | Olanda                     | 12,73 |      |
| 6   | 8      | Devynne Charlton      | Bahamas                    | 12,74 |      |
| 7   | 2      | Gabbi Cunningham      | Statele Unite ale Americii | 13,01 |      |
| 8   | 7      | Britany Anderson      | Jamaica                    | 13,24 |      |